# Harold Wolferstan Thomas
Harold Wolferstan Thomas (* 1875 in Montreal; † 1931) war ein kanadischer Arzt, der sich insbesondere für Fortschritte auf dem Gebiet der Tropenmedizin verdient gemacht hat.

## Leben
Harold Wolferstan Thomas war der Sohn des Bankiers Francis Wolferstan Thomas (1834–1900) und dessen Frau Harriet Amelia Thomas (geborene Goodhue). Er studierte bis 1897 Medizin an der McGill University in Montreal und war anschließend in Deutschland, unter anderem in Göttingen und München, und am Montreal General Hospital tätig. Ab 1903 war er an der Liverpool School of Tropical Medicine (LSTM) tätig, ab 1904 als Leiter eines Labors der Einrichtung in Runcorn. Er nahm im selben Jahr an einer Expedition zur Untersuchung von Tropenkrankheiten in das Amazonasgebiet teil. Zusammen mit Anton Breinl (1880–1944) entdeckte er 1905, dass das arsenhaltige Präparat Atoxyl Trypanosomen, die Erreger der Schlafkrankheit, abtötet. Die Untersuchungen wurden an mit Trypanosoma brucei gambiense infizierten Versuchstieren wie Mäusen, Hunden und Affen durchgeführt und die Anwendung von Atoxyl bewirkte eine Heilung bzw. eine Verzögerung des Krankheitsverlaufes.

## Veröffentlichungen (Auswahl)
- mit A. Breinl: Report on trypanosomes trypasomiasis and sleeping sickness. In: Liverpool School of trop. Med., Memoir 16, 1905.
- Some experiments in the treatment of trypanosomiasis. In: British Medical Journal. Band 1, Nr. 2317, 1905, S. 1140–1143, doi:10.1136/bmj.1.2317.1140, PMID 20762118, PMC 2320665 (freier Volltext).